# Daniel Goldston
Daniel Alan Goldston (Oakland, Califórnia, 4 de janeiro de 1954) é um matemático estadunidense. Especialista em teoria dos números, é atualmente Professor de Matemática da Universidade Estadual de San José.
Goldston é mais conhecido pelo resultado a seguir, que ele obteve em trabalho colaborativo com János Pintz e Cem Yıldırım, provado em 2005:
{\displaystyle \liminf _{n\to \infty }{\frac {p_{n+1}-p_{n}}{\log p_{n}}}=0}
onde {\displaystyle p_{n}\ } denota o n-ésimo número primo. Em outras palavras, para todo {\displaystyle c>0\ }, existem infinitos pares de primos consecutivos {\displaystyle p_{n}\ } e {\displaystyle p_{n+1}\ } que estão mais próximos a outro que a distância média entre primos consecutivos por um fator de {\displaystyle c\ }, i.e., {\displaystyle p_{n+1}-p_{n}<c\log p_{n}\ }.
Este resultado foi originalmente reportado em 2003 por Dan Goldston e Cem Yıldırım, mas foi depois rejeitado. Entaõ Janos Pintz associou-se aos dois, e assim o trio completou a prova em 2005.